# ジェリー・ローソン (エンジニア)
ジェラルド・アンダーソン・ローソン（英: Gerald Anderson Lawson、1940年12月1日 - 2011年4月9日）は、アメリカ合衆国の電子技術者。フェアチャイルド・カメラ・アンド・インスツルメント社のゲーム部門が1976年に発売した家庭用ゲーム機「フェアチャイルド・チャンネルF」の開発を指揮した電子技術者でもある。

## 人物

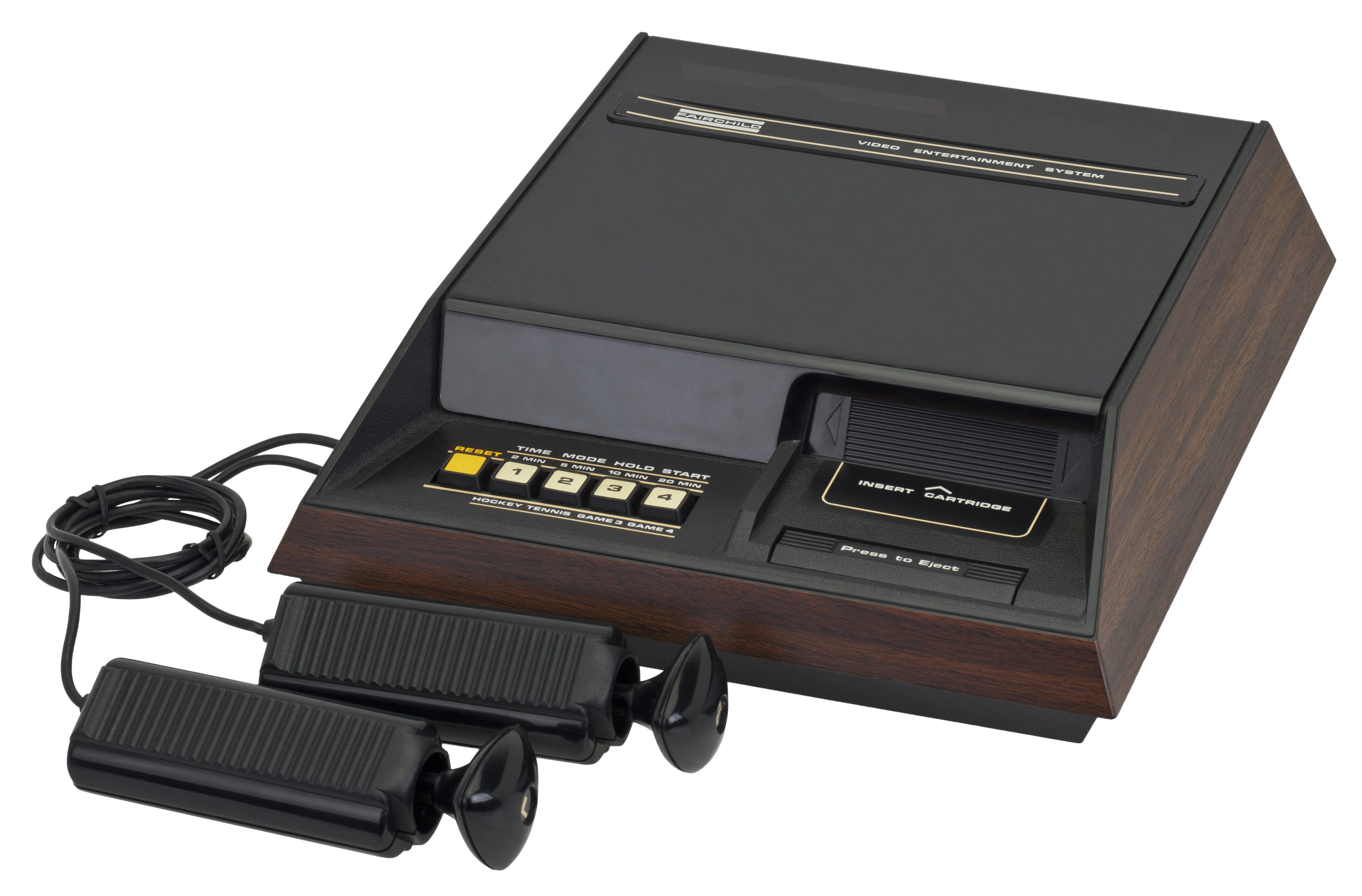
ローソンが開発を率いた家庭用ビデオゲーム機フェアチャイルド・チャンネルF。史上初めて差し替え可能なロムカートリッジ（カセット）を搭載した。本体正面右側にカートリッジのスロットがある。

フェアチャイルドセミコンダクター社での商用ビデオゲーム機フェアチャイルド・チャンネルFの設計者として、ビデオゲーム用のカートリッジ（ロムカセット）を開発したチームを率いた仕事で知られ、1982年のブラック・エンタープライズ誌の表現を借りると「ビデオゲームカートリッジの父」とも呼ばれる。
後にフェアチャイルドセミコンダクター社を去り、ゲーム会社Video-Soft社を設立した。